# Auterive, Haute-Garonne
Auterive là một xã thuộc tỉnh Haute-Garonne trong vùng Occitanie ở tây nam nước Pháp. Xã nằm ở khu vực có độ cao trung bình 185 mét trên mực nước biển.